# Magnus Haquini
Magnus Haquini (tidigare Ramselius), född 1625 i Lönsås församling, död 31 juli 1693 i Drothems församling, Östergötlands län, var en svensk präst.

## Biografi
Magnus Haquini föddes 1625 på Snavlunda i Lönsås församling. Han var son till bonden Håkan. Haquini blev student vid Uppsala universitet 28 juni 1645 med namnet Ramselius. Han prästvigdes 4 oktober 1661 till domesticus episcopi och blev 1662 komminister i Kärna församling. Haquini blev huspredikant på Ekön i Risinge församling 1665 och hospitalssyssloman i Drothems församling. Han blev 1692 kyrkoherde i församlingen. Haquini avled 31 juli 1693 i Drothems församling och begravdes 28 oktober samma år.
Ett epitafium över honom finns i Drothems kyrka.

### Familj
Haquini gifte sig 25 september 1667 med Brita Duræus (1646–1711). Hon var dotter till kyrkoherden Suno Duræus och Brita Bruzæus i Vinnerstads församling. De fick tillsammans barnen kyrkoherden Nicolaus Södersten i Tåby församling, konstapeln Eric Södersten vid flottan, Anna Södersten (död 1749) som var gift med rådmannen Anders Kling i Linköping, samt 2 döttrar och 5 söner. Barnen antog efternamnet Södersten (Söderstéen).